# Dipsadoboa shrevei
Espèce
Synonymes
- Crotaphopeltis shrevei Loveridge, 1932
- Crotaphopeltis hotamboiea tornieri Uthmöller, 1937
- Crotaphopeltis hotamboiea kageleri Uthmöller, 1939
- Crotaphopeltis werneri shrevei Loveridge, 1959

Dipsadoboa shrevei est une espèce de serpents de la famille des Colubridae.

## Répartition
Cette espèce se rencontre en Angola, en République démocratique du Congo (à l'exception du Nord de ce pays) et en Zambie. Sa présence est incertaine en République du Congo.

## Description
Dans sa description Loveridge indique que le spécimen en sa possession mesure 93 cm dont 19 cm pour la queue, et précise qu'il s'agit d'une espèce arboricole.

## Liste des sous-espèces
Selon The Reptile Database (14 février 2014) :
- Dipsadoboa shrevei kageleri (Uthmöller, 1939)
- Dipsadoboa shrevei shrevei (Loveridge, 1932)

## Étymologie
Son nom d'espèce lui a été donné en l'honneur de Benjamin Shreve, herpétologiste américain du Museum of Comparative Zoology.

## Publications originales
- Loveridge, 1932 : New opisthoglyphous snakes of the genera Crotaphopeltis and Trimerorhinus from Angola and Kenya Colony. Proceedings of the Biological Society of Washington, vol. 45, p. 83-86 (texte intégral).
- Uthmöller, 1939 : Über eine neue Rasse von Crotaphopeltis hotamboiea. Zoologischer Anzeiger, vol. 125, p. 108-112.